# Medalha Dupla Hélice
A Medalha Dupla Hélice (em inglês:  Double Helix Medal) é um prêmio concedido desde 2006 pelo Laboratório Cold Spring Harbor (CSHL) a pessoas que impactaram positivamente no aprimoramento da saúde humana mediante cuidados e fundos para pesquisa biomédica. No jantar inaugural Muhammad Ali recebeu a primeira medalha, por sua luta contra a doença de Parkinson. Outras pessoas notáveis que também receberam a medalha incluem os fundadores da Autism Speaks Suzanne e Bob Wright; o ex-chefe da Paramount Pictures Sherry Lansing, que produziu o teleton Stand Up to Cancer; Evelyn Lauder, que fundou a The Breast Cancer Research Foundation; Hank Greenberg da The Starr Foundation, que é uma das maiores apoiadoras da pesquisa científica; Marilyn e James Harris Simons, os maiores apoiadores individuais do mundo para a pesquisa do autismo; David Koch que doou mais de 300 milhões de dólares para pesquisa biomédica; e proeminentes cientistas e laureados com o Nobel.
A medalha é nomeada em lembrança da estrutura em forma de escada caracol da molécula de DNA, descoberta por James Watson e Francis Crick em 1953. Ambos, juntamente com Maurice Wilkins, foram laureados com o Nobel de Fisiologia ou Medicina de 1962 pela descoberta da dupla hélice, que Watson e Crick chamaram "o segredo da vida." O estudo do DNA, que contém toda a informação da vida, é de importância central para a pesquisa biológica, e está no cerne do trabalho do CSHL.

## Recipientes

### 9 de novembro de 2006
Comunicado na imprensa: CSHL Raises $2.5 Million at Inaugural Double Helix Medals Event & Launches $200 Million Capital Campaign
- Muhammad Ali
- Suzanne Wright
- Robert Charles Wright
- Phillip Allen Sharp

### 8 de novembro de 2007
Comunicado na imprensa: $3.1 Million Raised at Cold Spring Harbor Laboratory’s 2007 Double Helix Medals Dinner
- David Koch
- Michael Wigler
- Richard Axel

### 6 de novembro de 2008
Comunicado na imprensa: $3.6 Million Raised at Cold Spring Harbor Laboratory’s 2008 Double Helix Medals Dinner
- Sherry Lansing
- Marilyn e James Harris Simons
- James Watson
- Craig Venter

### 10 de novembro de 2009
Comunicado na imprensa: $2.8 million raised at 2009 Double Helix Medals dinner
- Herbert Boyer
- Stanley Norman Cohen
- Kathryn Wasserman Davis
- Maurice Greenberg

### 9 de novembro de 2010
Comunicado na imprensa: More than $3 million raised at Cold Spring Harbor Laboratory gala
- Mary-Claire King
- Evelyn Lauder
- John Forbes Nash

### 15 de novembro de 2011
- Kareem Abdul-Jabbar
- Temple Grandin
- Harold Varmus

### 28 de novembro de 2012
- Michael J. Fox
- Arthur Levinson
- Mary D. Lindsay

### 4 de novembro de 2013
- Peter Neufeld
- Robin Roberts
- Barry Scheck

### 2014
- Andrew Solomon
- Matthew Meselson
- Marlo Thomas